# Le père Noël est une ordure
Le père Noël est une ordure è un film del 1982 diretto da Jean-Marie Poiré.
Il film è basato sull'opera teatrale omonima scritta dalla compagnia teatrale Le Splendid nel 1979.

## Remake
Un remake di produzione statunitense è stato realizzato nel 1994. Si tratta del film Agenzia salvagente (Mixed Nuts), per la regia di Nora Ephron.